# Jar (saponát)
Jar je značka saponátových čisticích prostředků pro domácnost, které začal v roce 1955 vyrábět národní podnik Rakona z Rakovníka. Chemické složení bylo mnohokrát změněno, ale Jar se vyrábí dodnes. Roku 1991 Rakonu koupil Procter & Gamble vyrábějící Fairy. Proto výrobky Rakony exportované na východ Evropy mají v názvu označení Fairy, kde označení Jar nebylo vžité. Ale například v Chorvatsku je Jar v současnosti jednou z dominantních značek.
Vznikly také přípravky jako např. Jar extra, Jar 75, Jar prim, Jar Fairy, Jar citrus. Měnilo se také balení od skleněných láhví přes neuzavíratelné plastové obaly až po klasické láhve plastové. V současnosti se vyrábí i tablety do myček nádobí.
Slovo „jar“ je v Česku a na Slovensku také vnímáno a používáno jako synonymum, resp. obecné pojmenování pro tekutý přípravek na ruční mytí nádobí. Vlastní název Jar vznikl spojením příjmení ředitele podniku Rakona v Rakovníku (Janeček) a vynálezce Jaru (Mojmír Ranný) – Janeček a Ranný.